# Roger Clark (actor)
Roger Clark (Belleville, 14 de julio de 1981) es un actor estadounidense de origen irlandés, conocido principalmente por su interpretación como Arthur Morgan en Red Dead Redemption 2.

## Biografía y carrera

### Primeros años
Nació el  14 de julio de 1981 en Belleville, Nueva Jersey, pero a muy temprana edad, se mudó a Irlanda donde pasó su niñez. Luego se mudó a Cardiff, Gales, donde estudió teatro y actuación en la Universidad de Glamorgan.

### Red Dead Redemption 2
Cuando Clark estaba siendo considerado para el papel de Arthur Morgan en Red Dead Redemption 2, él pidió consejo de un amigo que vivía en Flagstaff, sobre cómo debía ser el acento de un vaquero de los años 1890. Una vez que fue seleccionado para el papel, el director del juego, Rod Edge, recomendó a Clark algunas películas western para que pudiera perfeccionar su acento; entre las películas estuvieron El bueno, el malo y el feo, High Noon y The Proposition. Clark se unió al proyecto y empezó a grabar sus diálogos y la captura de movimiento en agosto de 2013. Durante el rodaje, tuvo que regrabar varios de sus diálogos, especialmente los diálogos con los caballos, los cuales daban la impresión de ser demasiado "íntimos".
El juego estrenó el 26 de octubre del 2018, y tuvo un excelente recibimiento por parte de la comunidad de jugadores y la crítica especializada. Siendo la actuación de Clark una de los factores más aclamados del juego. Clark estuvo nominado en múltiples ceremonias de premiación por su papel de Arthur Morgan, y en la única en la que resultó ganador fue en The Game Awards, los premios más importantes de la industria de los videojuegos.

## Filmografía

### Cine
| Año  | Título                    | Papel        | Notas |
| ---- | ------------------------- | ------------ | ----- |
| 2014 | A Midsummer Night's Dream | Duke Theseus |       |

### Televisión
| Año  | Título                      | Papel           | Notas                   |
| ---- | --------------------------- | --------------- | ----------------------- |
| 2005 | I Shouldn't Be Alive        | Brad            | Un episodio.            |
| 2006 | Perfect Disasters           | Chuck Brewer    | Un episodio.            |
| 2007 | The Wild West               | Capitán Weir    | Miniserie. Un episodio. |
| 2008 | True Heroes                 |                 | Un episodio.            |
| 2008 | Max & Helena                | Narrador        | Corto.                  |
| 2011 | Thor & Loki: Blood Brothers | Varios          | Miniserie.              |
| 2013 | Zero Hour                   | Patrón          | Un episodio.            |
| 2013 | The Pervenche Game          | Narrador        | Corto.                  |
| 2016 | A Writer's Retreat          | Randolph Blythe | Corto.                  |
| 2017 | Float                       | Roger           | Corto.                  |
| 2018 | Happy Birthday To Me        | El jefe         | Corto.                  |
| 2019 | Rawmouth                    | Guardia         | Corto.                  |

### Videojuegos
| Año  | Título                     | Papel                     | Notas       |
| ---- | -------------------------- | ------------------------- | ----------- |
| 2005 | Shellshock 2: Blood Trails | Sgt. Jack Griffin Zombies | Voz         |
| 2018 | Red Dead Redemption 2      | Arthur Morgan             | Voz y Actor |

## Premios y reconocimientos
| Año  | Ceremonia            | Categoría                        | Obra                  | Resultado |
| ---- | -------------------- | -------------------------------- | --------------------- | --------- |
| 2018 | The Game Awards      | Mejor interpretación             | Red Dead Redemption 2 | Ganador   |
| 2019 | New York Game Awards | Mejor actuación en un juego      | Red Dead Redemption 2 | Nominado  |
| 2019 | NAVGTR Awards        | Mejor interpretación en un drama | Red Dead Redemption 2 | Nominado  |
| 2019 | BAFTA Game Awards    | Mejor interpretación             | Red Dead Redemption 2 | Nominado  |